# Néa Mesimvría
Néa Mesimvría är en ort i Grekland.   Den ligger i prefekturen Nomós Thessaloníkis och regionen Mellersta Makedonien, i den norra delen av landet, 300 km norr om huvudstaden Aten. Néa Mesimvría ligger 108 meter över havet och antalet invånare är 2 349.
Terrängen runt Néa Mesimvría är platt åt sydväst, men åt nordost är den kuperad. Runt Néa Mesimvría är det ganska tätbefolkat, med 58 invånare per kvadratkilometer. Närmaste större samhälle är Thessaloníki, 18,1 km sydost om Néa Mesimvría. Trakten runt Néa Mesimvría består till största delen av jordbruksmark.